# Strongylognathus arnoldii
Strongylognathus arnoldii — вид мурах-рабовласників роду Strongylognathus з підродини Myrmicinae (Formicidae). Включений в Міжнародну Червону книгу МСОП. Ендемік Криму. Довжина 4-5 мм. Голова самок і робітників на потилиці без виїмки, з майже прямим заднім краєм. Самка червоно-бура з помаранчево-жовтими ногами і вусиками. Робочі — помаранчево-жовті, самці бурі. Стеблинка між грудьми і черевцем складається з двох члеників: петіолюса і постпетіолюса (останній чітко відділений від черевця), жало розвинене, лялечки голі (без кокона). Близький до виду Strongylognathus rehbinderi. Паразитує на видах Tetramorium caespitum. Вид був названий на честь основоположника радянської мірмекології професора Костянтина Володимировича Арнольді.